# Billetfællesskab
Billetfællesskab er en dansk dokumentarfilm fra 1979 instrueret af Claus Ørsted efter eget manuskript.